# Fibrato tangente

Il fibrato tangente di una circonferenza. Ad ogni punto è associata la retta tangente. Le rette tangenti sono tutte disgiunte e si muovono "con continuità": il fibrato può quindi essere visualizzato come nella seconda figura.

In topologia differenziale il fibrato tangente {\displaystyle TM} a una varietà differenziabile {\displaystyle M} è l'insieme formato dall'unione disgiunta di tutti gli spazi tangenti ai punti di {\displaystyle M}. Questo insieme è dotato di una struttura di varietà differenziabile, di dimensione doppia di quella di {\displaystyle M}, ed è generalmente visualizzato come fibrato vettoriale
{\displaystyle \pi :TM\to M}
su {\displaystyle M}, in cui la controimmagine di un punto {\displaystyle x} è proprio lo spazio tangente {\displaystyle T_{x}M} al punto.

## Definizione

### Insieme
Sia {\displaystyle M} una varietà differenziabile. Il fibrato tangente di {\displaystyle M} è l'unione disgiunta di tutti gli spazi tangenti ai punti di {\displaystyle M}:
{\displaystyle TM=\coprod _{x\in M}T_{x}M=\bigcup _{x\in M}\left\{x\right\}\times T_{x}M.}
Un punto di {\displaystyle TM} è quindi una coppia {\displaystyle (x,v)}, dove {\displaystyle x} è un punto di {\displaystyle M} e {\displaystyle v} un vettore tangente a {\displaystyle M} in {\displaystyle x}, cioè un elemento dello spazio tangente {\displaystyle T_{x}M} di {\displaystyle M} in {\displaystyle x.}
La proiezione
{\displaystyle \pi :TM\to M}
manda il punto {\displaystyle (x,v)\in TM} in {\displaystyle x\in M.}

### Varietà differenziabile
Lo spazio {\displaystyle TM} è dotato di una struttura di varietà differenziabile, che porta {\displaystyle \pi } ad essere un fibrato vettoriale differenziabile. La struttura può essere definita nel modo seguente. La struttura differenziabile di {\displaystyle M} è data da un insieme di carte
{\displaystyle \phi _{\alpha }\colon U_{\alpha }\to \mathbb {R} ^{n}.}
Ad ogni carta di {\displaystyle M} si associa la carta seguente per {\displaystyle TM}:
{\displaystyle \psi _{\alpha }\colon \pi ^{-1}(U_{\alpha })\to \mathbb {R} ^{n}\times \mathbb {R} ^{n},}
{\displaystyle \psi _{\alpha }\colon (x,v)\mapsto {\big (}\phi _{\alpha }(x),(d\phi _{\alpha })_{x}(v){\big )}.}
In questa scrittura, lo spazio tangente di un punto in {\displaystyle \mathbb {R} ^{n}} è identificato con {\displaystyle \mathbb {R} ^{n}} stesso. Questo insieme di carte dà effettivamente luogo a un atlante di carte compatibili e quindi a una struttura di varietà differenziabile.
Se {\displaystyle M} ha dimensione {\displaystyle n}, il fibrato tangente ha dimensione {\displaystyle 2n}.

## Proprietà

### Funzioni differenziabili
Ogni funzione differenziabile
{\displaystyle f:M\to N}
tra varietà differenziabili (non necessariamente della stessa dimensione) induce una funzione differenziabile
{\displaystyle {\tilde {f}}:TM\to TN}
fra i corrispettivi fibrati. La funzione è definita nel modo seguente:
{\displaystyle {\tilde {f}}(x,v)={\big (}f(x),(df)_{x}(v){\big )}.}

### Campi vettoriali

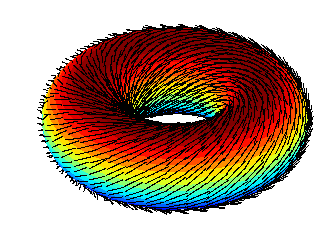
A differenza della sfera, il toro ha caratteristica di Eulero nulla: esistono quindi dei campi vettoriali (tangenti) mai nulli sul toro; ad esempio, quello mostrato in figura.

Un campo vettoriale su una varietà differenziabile è una funzione che associa ad ogni punto di {\displaystyle x} un vettore tangente a {\displaystyle x}. In altre parole, è una sezione del fibrato tangente, ovvero una funzione
{\displaystyle s:M\to TM}
tale che {\displaystyle \pi \circ s} sia la funzione identità su {\displaystyle M}. Generalmente si richiede implicitamente che il campo vettoriale sia liscio, ovvero che la sezione sia una funzione differenziabile.
L'esistenza di campi vettoriali mai nulli è determinata dalla caratteristica di Eulero {\displaystyle \chi (M)} di {\displaystyle M}: un campo mai nullo esiste se e solo se {\displaystyle \chi (M)=0}.

### Orientabilità
Il fibrato tangente {\displaystyle TM} è sempre una varietà orientabile, anche quando {\displaystyle M} non lo è.

## Fibrati banali e non banali
Localmente, come per ogni fibrato vettoriale, il fibrato tangente è esprimibile come prodotto 
{\displaystyle U\times \mathbb {R} ^{n}}
dove {\displaystyle U} è un aperto, sufficientemente piccolo, di {\displaystyle M}. Globalmente il fibrato tangente può non essere un prodotto. Infatti non esiste a priori nessun modo di identificare i vettori di due spazi tangenti {\displaystyle T_{x}M} e {\displaystyle T_{y}M} corrispondenti a spazi differenti.
Una varietà differenziabile il cui fibrato tangente è banale è detta parallelizzabile. Una {\displaystyle n}-varietà è parallelizzabile se e solo se esistono {\displaystyle n} campi vettoriali mai nulli, che in ogni punto {\displaystyle x} formano {\displaystyle n} vettori indipendenti di {\displaystyle T_{x}} (ovvero una base). L'esistenza di queste basi è proprio ciò che serve per poter identificare i punti di due spazi tangenti differenti, fissando delle coordinate valide in tutti gli spazi tangenti.
Ad esempio, il fibrato tangente della circonferenza {\displaystyle S^{1}} è esprimibile come prodotto {\displaystyle S^{1}\times \mathbb {R} }, come illustrato in figura. Il fibrato tangente della sfera bidimensionale {\displaystyle S^{2}} non è però esprimibile come prodotto: per il teorema della palla pelosa non esistono infatti campi vettoriali mai nulli su {\displaystyle S^{2}}.
In generale, affinché una varietà sia parallelizzabile è necessario che abbia caratteristica di Eulero nulla. Non è però vero il viceversa: esistono varietà con caratteristica di Eulero nulla che non sono parallelizzabili.